# Asuaju de Sus, Maramureș
Asuaju de Sus este satul de reședință al comunei cu același nume din județul Maramureș, Transilvania, România.

## Etimologie
Etimologia numelui localității: probabil din magh. aszo „uscat, sec” + -agy „albie de râu” (deci Râul Sec, adică Valea Seacă) + de + Sus. 

## Așezare
Asuaju de Sus este situat in zona de sud-vest a județului Maramureș, la 45 km de Baia Mare, reședinta județului, în zona etnografică cunoscută sub denumirea de "Țara Codrului", în vecinatatea județelor Satu Mare si Sălaj și are ca vecini comunele: Ariniș(MM), Baița de sub Codru(MM), Homoroade(SM), Bârsău(SM). Satul este străbătut de râul Râul Asuaj.

## Istoric
Localitatea Asuaju de Sus este atestată documentar în anul 1391 (possessiones olachiales duo Azzywag in districtu de Ardeud). . În monografia comunei este menționat faptul că primii locuitori s-au stabilit pe teritoriul actual al satului Asuaju de Jos, de unde au urcat printre cele două văi (probabil Urmeniș și Asuaj), așezându-se mai sus, pe deal, unde condițiile de viață erau mai bune. În 1394 cele două localități sunt prezentate în documente sub numele de “Azyuachet Aua Azyuach”. Primele familii care s-au așezat pe aceste meleaguri, au fost cele ale Budenilor, apoi Brândușenii, Boitorenii odată cu colonizarea șvabilor din satul Șandra, județul Satu Mare.
Specificul evoluției istorice a Transilvaniei a făcut ca întreaga regiune să fie presărată cu resedințe nobiliare, castele și conace, cetăți și biserici fortificate, toate cu valoare patrimonială deosebită. Multe au supraviețuit până astăzi, chiar dacă nu întotdeauna s-au păstrat intacte, în timp ce altele au devenit, prea devreme, legende cum este și cazul conacului de la Asuaju de Sus. 
Pe teritoriul comunei a existat în trecut un impunător conac, cunoscut de localnicii  ca “cetatea baronului”.  Acesta a aparținut inițial baronului Bornemisza Elemer, trecând în proprietatea statului după primul război mondial. Din păcate, acesta  a rămas părăsit și nelocuit vreme de mai mulți ani. A fost scos însă din uitare în anul 1929, când autoritățile hotărăsc sa îl dea în folosință Asociației Creștine a Femeilor Române (ACF), organizație aflată sub presedinția de onoare a Reginei Maria și patronajul efectiv al Principesei Ileana. Inspirată din modelul anglo-saxon al “Young Women Christian Association” (YWCA), asociația își propunea să reunească și să antreneze în diferite activități socio-profesionale tinere fete, grupate în mai multe departamente, în funcție de vârstă și preocupări. Din nefericire, în ianuarie 1940, clădirea a fost incendiată și a ars complet. În memoria sătenilor, acesta a rămas de poveste, cu proporții impresionante, 300 de camere și dotări extrem de moderne pentru începutul secolului al XX-lea. Din complexul castelului s-au păstrat în zilele noastre doar aleile amenajate de baron, plantațiile de arbori de esență rară și rămășițe ale zidurilor.

## Manifestări tradiționale locale
- Târgul cepelor (luna septembrie).